# San Martín Huamelúlpam
San Martín Huamelulpan es una población mexicana que se encuentra en la región de la Mixteca Alta, pertenece al Distrito de Tlaxiaco, en el estado de Oaxaca.
El origen del nombre de esta comunidad proviene de "HUAUMILULPAM" que significa el montículo de los bledos; se compone de los vocablos huatli-bledos, tlamimilulli-montículo o altozano y pan-en. También se le nombra en mixteco como Yucunindaba, que significa "cerro que voló".

## Historia

### Huamelulpan I. 400-100a.C.
Huamelulpan se estableció como un centro urbano integrando aldeas y pueblos pequeños de la región. El número estimado de habitantes en este periodo fue de 500 personas o aproximadamente unas 100 familias. En esta época iniciaron las relaciones de intercambio con otras comunidades de la mixteca como Monte Negro, Yucuita y Cerro de las Minas.

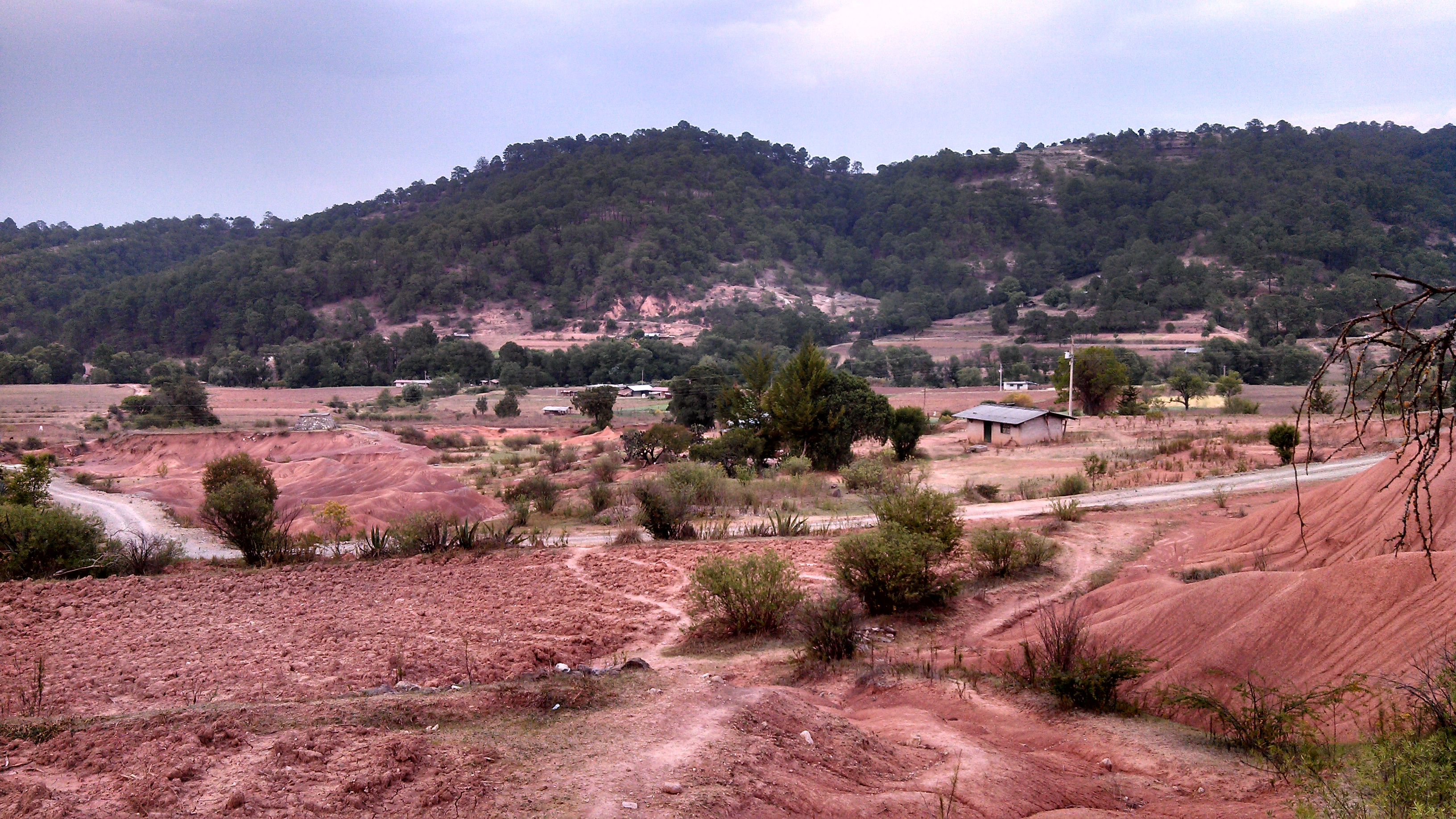
Se muestra un paisaje de San Martín Huamelulpan

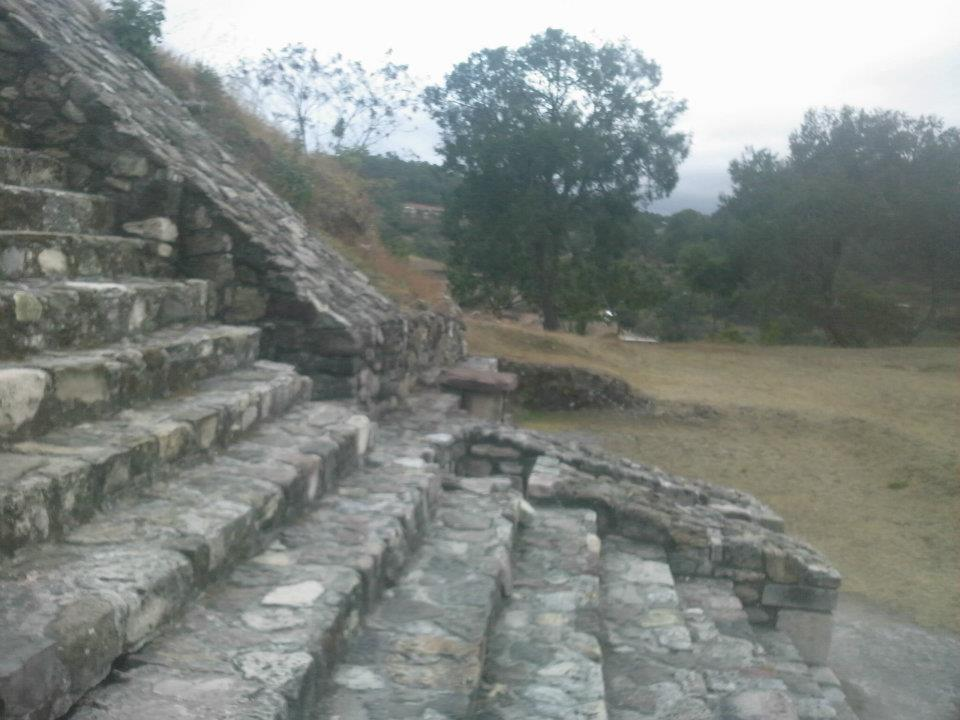
Zona arqueológica de San Martín

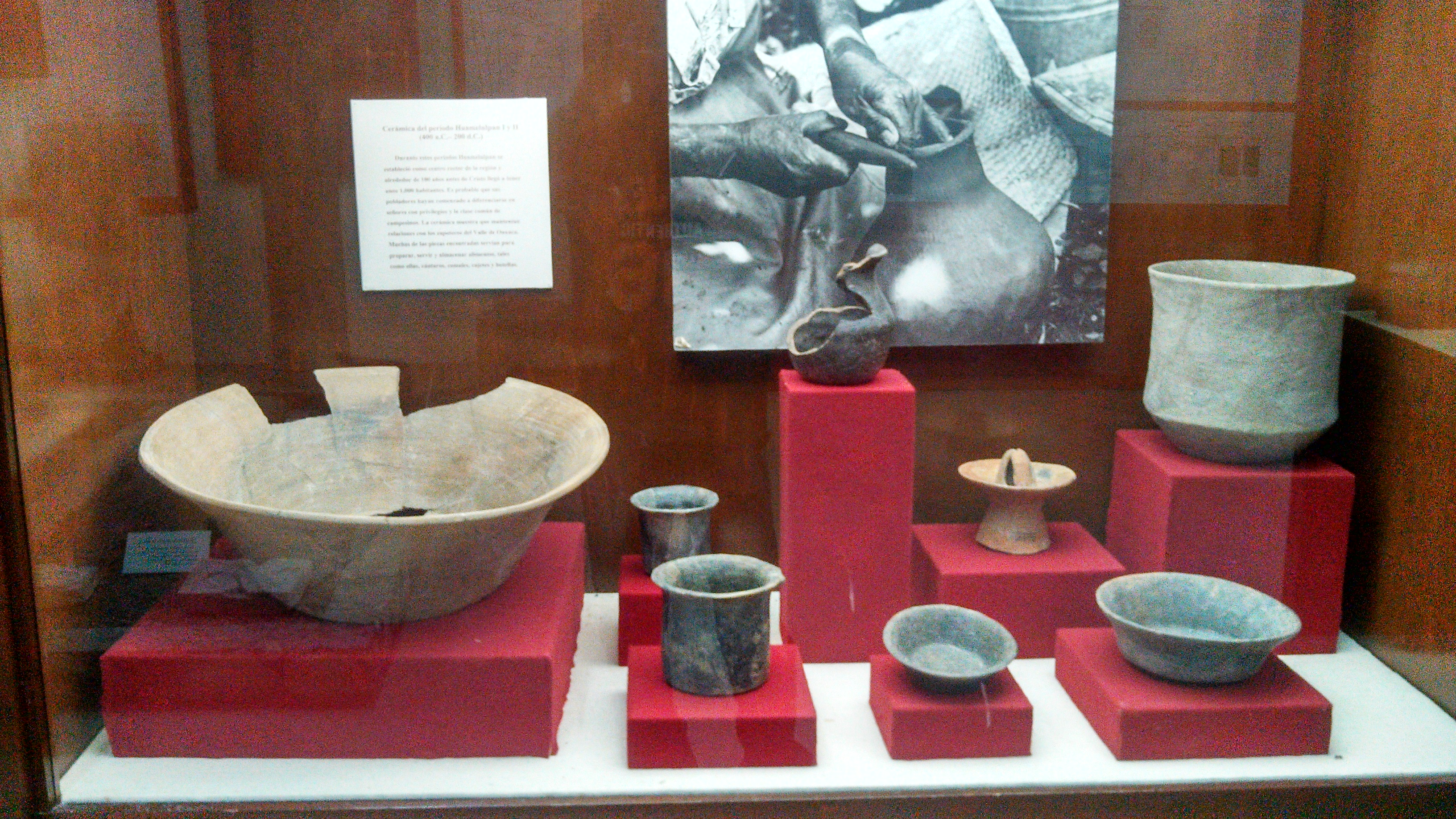
Vasijas que se encuentran en el Museo "Hitalulu"

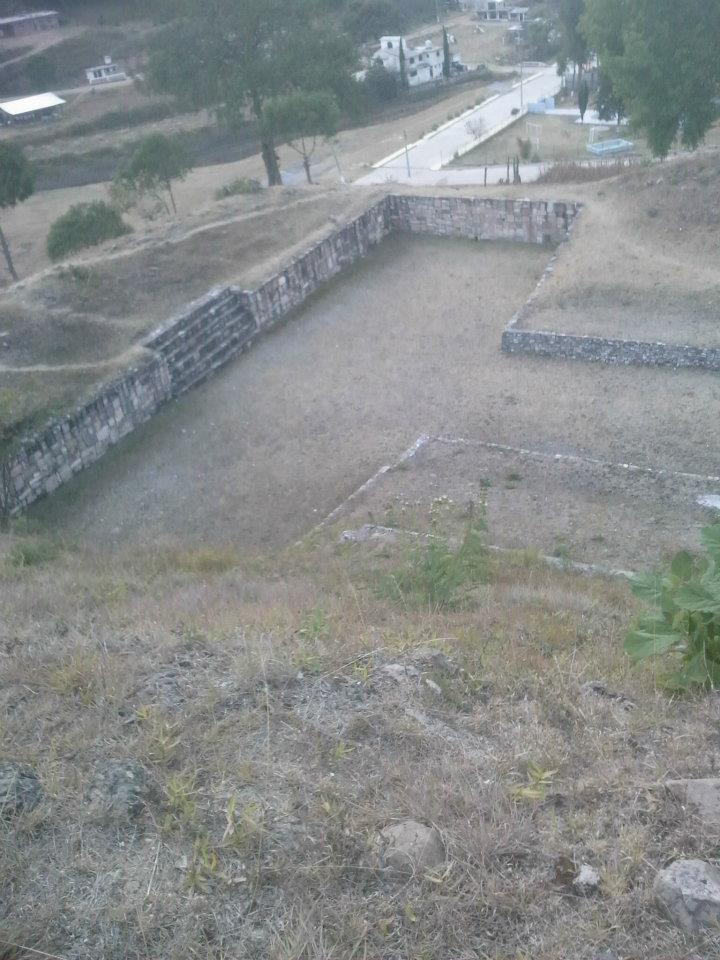
Las Ruinas

### Huamelulpan II. 100 a.C. a 200d.C.
La cerámica, los glifos y las costumbres funerarias de este periodo muestran que Huamelulpan mantenía relaciones con los zapotecos del Valle de Oaxaca, debido a la similitud de los objetos y las costumbres.

### Huamelulpan III. 200-600d.C.
Continúa la construcción de edificios.

## Los Sitios del Municipio de Huamelulpan
- Reforma. Se encuentra en un montículo que actualmente es utilizado con fines ceremoniales.
- Cantera. Probablemente de aquí se extraía piedra para la construcción de los sitios.
- Cerro Yucuyoco. Este pequeño sitio de unos 150 metros cuadrados contiene unos patios, restos de edificios y terrazas domésticas. Es del período clásico tardío (400 a 800 años d. C.) y posclásico (800 a 1521 años d. C.)
- Cerro de Yuculeso. Sitio donde se trabajaba la piedra.
- Cerro El Mirador. Es un sitio grande que cuenta con dos grupos uno en la cima y otro en la parte baja. cuenta con montículos y terrazas habitacionales.
- Totonundo. "La piedra canoa" con la que se identifica la comunidad. En un cerro aledaño existen restos de cerámica prehispánica.
- Grupo de la Iglesia. En este grupo hay varios edificios que están orientados aproximadamente con los puntos cardinales. Estas orientaciones son intencionales y probablemente tenían que ver con algún fenómeno astronómico.
- Juego de Pelota. Es una construcción con fines rituales donde 2 o 4 participantes botaban desde un extremo a otro de la cancha una pelota de hule, el juego era una parte importante en la cosmovisión y la organización social de la comunidad, se realizaba para conmemorar el inicio de los ciclos del calendario, la creación del Cosmos, el ascenso de gobernantes, la captura y sacrificio de enemigos, así como la cosecha de maíz.

## Fiestas Patronales
En la comunidad se celebra su fiesta patronal el día 11 de noviembre de cada año, en el que se venera a San Martín Obispo de Tours y de igual forma se celebra el quinto viernes de cuaresma, venerando a la Preciosa Sangre de Cristo.

## Museo Comunitario
En la cabecera municipal se encuentra uno de los museos comunitarios más importantes de la Mixteca Alta: "Hitalulu" o "Flor Chiquita", el museo se inauguró en noviembre de 1991, comprende dos salas, la primera destinada a albergar el legado prehispánico de los hombres que poblaron esta parte de la mixteca. la segunda parte está destinada a exhibiciones temporales, pero que hasta el día de hoy, aloja una muestra de la medicina tradicional que aún hoy se practica en la región.